# Luís Alberto da Silva Lemos
Luís Alberto da Silva Lemos, beter bekend als Luisinho (Niterói, 3 oktober 1952 – Nova Iguaçu, 2 juni 2019) was een Braziliaanse voetballer en trainer. Hij was de broer van voetballers Caio Cambalhota en César Maluco.

## Biografie
Luisinho begon zijn carrière bij America uit Rio de Janeiro en is de topschutter aller tijden van deze club. In 1974 won hij de Taça Guanabara met America en werd topschutter van het Campeonato Carioca. Hierna maakte hij de overstap naar Flamengo. Hij speelde later nog voor vele grote clubs en keerde ook enkele keren terug bij America. In 1978 won hij met Internacional het Campeonato Gaúcho. In 1982 werd hij voor America topschutter van de Taça Rio. Na onenigheden met trainer Vanderlei Luxemburgo in 1987 speelde hij de rest van zijn spelerscarrière in Qatar.